# Lemierzyce
Lemierzyce (prononciation : [lɛmjɛˈʐɨt͡sɛ]) est un village polonais de la gmina de Słońsk dans le powiat de Sulęcin de la voïvodie de Lubusz dans l'ouest de la Pologne.
Il se situe à environ 8 kilomètres à l'est de Słońsk (siège de la gmina), 18 kilomètres au nord-ouest de Sulęcin (siège de le powiat) et 31 kilomètres au sud-ouest de Gorzów Wielkopolski (capitale de la voïvodie).
Le village comptait approximativement une population de 630 habitants en 2010.

## Histoire
Le nom allemand du village était Alt Limmritz.
Après la Seconde Guerre mondiale, avec la mise en œuvre de la ligne Oder-Neisse, le village est intégré à la République populaire de Pologne. La population d'origine allemande est expulsée et remplacée par des polonais.
De 1975 à 1998, le village appartenait administrativement à la voïvodie de Gorzów.
Depuis 1999, il appartient administrativement à la voïvodie de Lubusz